# Rose Dieng-Kuntz

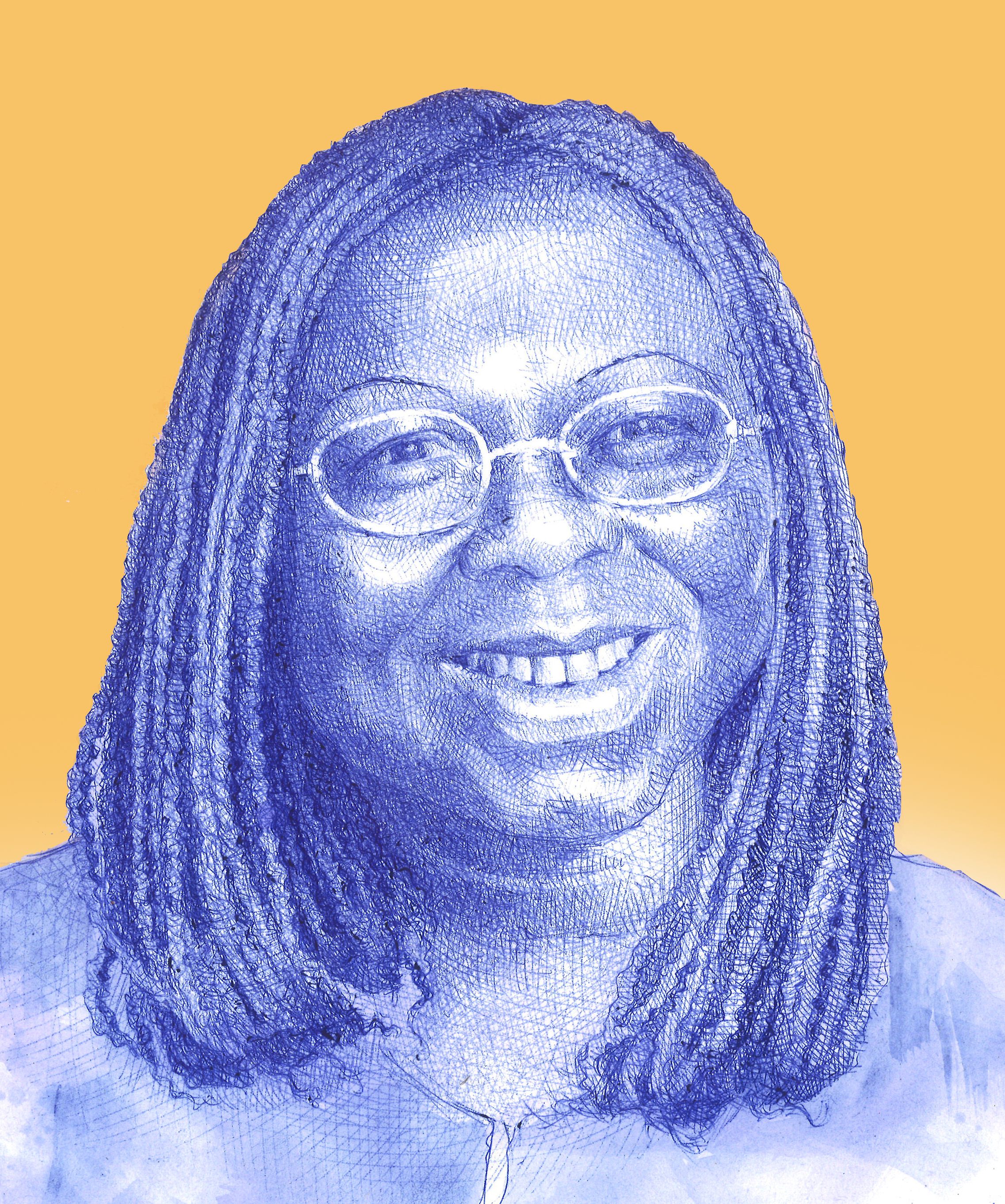
Porträt von Rose Dieng-Kuntz von Enam Bosokah

Rose Dieng-Kuntz (* 27. März 1956 in Dakar, Senegal; † 30. Juni 2008 in Nizza, Frankreich) war eine senegalesische Informatikerin. Sie war eine der führenden Forscherinnen auf dem Gebiet des Semantic Web.

## Leben und Werk
Dieng-Kuntz war eines von sieben Kindern und besuchte das Lycée Van Vollenhoven in Dakar, wo sie 1973 mit Auszeichnung abschloss. Mit einem Kooperationsstipendium zog sie nach Frankreich und studierte 1976 als erste Afrikanerin an der École polytechnique in Frankreich. Sie erwarb einen Abschluss als Ingenieurin an der École Nationale Supérieure des Télécommunications und promovierte in Informatik an der Universität Paris-Süd.
Sie begann danach bei der Digital Equipment Corporation (DEC) im Bereich Künstliche Intelligenz zu forschen. Dort traf sie Pierre Haren, der am Institut national de recherche en informatique et en automatique (INRIA) eine Forschungsgruppe gründen wollte, um Expertensystemgeneratoren zu entwickeln. Sie schloss sich 1985 bei INRA in Sophia Antipolis dem von Haren geleiteten SMECI-Projekt an, bei dem es darum ging, ein generisches Tool zu entwickeln, mit dem später eine ganze Reihe von Anwendungen erstellt werden können.
Dieng-Kuntz leitete von 1992 bis 2006 das ACACIA-Projekt (Knowledge Acquisition for Aided Design through Agent Interaction) als zweite Leiterin einer Forschungsgruppe am INRIA. Später entwickelte sich aus ACACIA das Projekt EDELWEISS, das Dieng nach langer Krankheit bis zu ihrem Tod leitete.
Sie war Autorin von neun Büchern und mehr als hundert Artikeln über künstliche Intelligenz, Wissensmanagement, Ontologie, semantisches Web, konzeptionelle Graphen und Multiagentensysteme. Auf dem Campus der Universität Paul Sabatier in Toulouse trägt die Straße, an der sich das Forschungsinstitut für Informatik befindet, ihren Namen.

## Auszeichnungen und Ehrungen (Auswahl)
- 2005: Irène-Joliot-Curie Prize[5][6]
- 2006: Chevalier de la Légion d’Honneur

## Veröffentlichungen (Auswahl)
- mit Heinz J. Müller: Computational conflicts: conflict modeling for distributed intelligent systems. Springer, 2000, ISBN 978-3-540-66799-5.
- mit Mark Ackerman, Volker Wulf: Knowledge Management in Action.Springer, 2008, ISBN 978-1-4419-3504-5.
- mit Oliver Corby: Knowledge Engineering and Knowledge Management. Springer, 2000, ISBN 978-3-540-41119-2.
- mit Mark Ackerman, Carla Simone, Volker Wulf: Knowledge Management in Action. Springer, 2008, ISBN 978-0-387-09658-2.
- mit Matta Nada: Knowledge Management and Organizational Memories. Springer, 2000.
- mit Parisa Ghodus, Loureiro Geilson: Leading the Web in Concurrent Engineering: Next Generation Concurrent Engineering. Amsterdam, IOS, 2006.